# (400315) 2007 TT325
(400315) 2007 TT325 es un asteroide perteneciente al cinturón de asteroides, descubierto el 18 de noviembre de 2003 por el equipo del Spacewatch desde el Observatorio Nacional de Kitt Peak, Arizona, Estados Unidos.

## Designación y nombre
Designado provisionalmente como 2007 TT325.

## Características orbitales
2007 TT325 está situado a una distancia media del Sol de 2,602 ua, pudiendo alejarse hasta 2,731 ua y acercarse hasta 2,473 ua. Su excentricidad es 0,049 y la inclinación orbital 8,828 grados. Emplea 1533,36 días en completar una órbita alrededor del Sol.

## Características físicas
La magnitud absoluta de 2007 TT325 es 17,3.